# Калач (городское поселение)
Город Калач — муниципальное образование со статусом городского поселения в Калачеевском районе Воронежской области России.
Административный центр — город Калач.

## География
Городское поселение город Калач граничит с Краснобратским, Заброденским, Пригородным, Ширяевским, Меловатским и Ясеновским сельскими поселениями Калачеевского района, а также с Воробьёвским районом.

## История
Статус и границы городского поселения установлены Законом Воронежской области от 15 октября 2004 года № 63-ОЗ «Об установлении границ, наделении соответствующим статусом, определении административных центров отдельных муниципальных образований Воронежской области».

## Население
| 2010    | 2011    | 2012    | 2013    | 2014    | 2015    | 2016    |
| ------- | ------- | ------- | ------- | ------- | ------- | ------- |
| 20 661  | ↘19 981 | ↗20 452 | ↘20 198 | ↘20 107 | ↘19 831 | ↘19 746 |
| 2017    | 2018    | 2021    | 2025    |         |         |         |
| ↘19 592 | ↘19 376 | ↘18 102 | ↘17 082 |         |         |         |

## Состав городского поселения
| № | Населённый пункт | Тип населённого пункта        | Население |
| - | ---------------- | ----------------------------- | --------- |
| 1 | Гаранькин        | хутор                         | 52        |
| 2 | Гринёв           | хутор                         | 79        |
| 3 | Залесный         | хутор                         | 310       |
| 4 | Калач            | город, административный центр | ↘16 635   |
| 5 | Крутой           | хутор                         | 17        |
| 6 | Николенков       | хутор                         | 50        |
| 7 | Рыбкин           | хутор                         | 106       |
| 8 | Сереженков       | хутор                         | 1         |